# Bhuwaneshori Gwalta
Bhuwaneshori Gwalta – gaun wikas samiti w środkowej części Nepalu  w strefie Dźanakpur w dystrykcie Sindhuli. Według nepalskiego spisu powszechnego z 2001 roku liczył on 319 gospodarstw domowych i 1794 mieszkańców (870 kobiet i 924 mężczyzn).